# 대전봉산중학교 축구단
대전봉산중학교 축구부는 대전광역시에 위치한 대전봉산중학교의 축구부이다.

## 같이 보기
- 대전봉산중학교